# I. e. 155
Évszázadok: i. e. 3. század – i. e. 2. század – i. e. 1. század
Évtizedek: i. e. 200-as évek – i. e. 190-es évek – i. e. 180-as évek – i. e. 170-es évek – i. e. 160-as évek – i. e. 150-es évek – i. e. 140-es évek – i. e. 130-as évek – i. e. 120-as évek – i. e. 110-es évek – i. e. 100-as évek
Évek: i. e. 160 – i. e. 159 – i. e. 158 – i. e. 157 –  i. e. 156 – i. e. 155 – i. e. 154 – i. e. 153 – i. e. 152 – i. e. 151 – i. e. 150

## Események

### Róma
- Publius Cornelius Scipio Nasica Corculumot és Marcus Claudius Marcellust választják consulnak.
- P. Cornelius veszi át a dalmáciai hadjáratot, elfoglalja az ostrom alatt tartott Delminiumot és adófizetésre kényszeríti a dalmátokat.
- Hispániában Punicus vezetésével fellázadnak a luzitánok, legyőzik Manius Manilius proconsult és pusztítani kezdik a római coloniák területeit.
- Athén ún. "filozófusküldöttséget" küld Rómába, az Oroposz régió megtámadása miatt kirótt 500 talentumos bírság elengedése ügyében. Karneadész, Babiloni Diogenész és Kritolaosz nagy hatást gyakorol a rómaiakra és Cato a kiűzésüket követeli.

## Fordítás
- Ez a szócikk részben vagy egészben  a(z)   155 av. J.-C. című francia Wikipédia-szócikk ezen változatának fordításán alapul.  Az eredeti cikk szerkesztőit annak laptörténete sorolja fel. Ez a jelzés csupán a megfogalmazás eredetét és a szerzői jogokat jelzi, nem szolgál a cikkben szereplő információk forrásmegjelöléseként.